# Witalij Andrejkiw
Witalij Mykołajowycz Andrejkiw, ukr. Віталій Миколайович Андрейків (ur. 3 stycznia 1996 we Lwowie) – ukraiński hokeista, reprezentant Ukrainy.

## Kariera
- Siewierstal Czerepowiec (2008-2013)
  -  Forward Petersburg (2012)
- Mołoda Hwardija Donieck (2013-2014)
- Sieriebrianyje Lwy Petersburg (2014)
- Polonia Bytom (2014-2015)
- Zagłębie Sosnowiec (2015-2016)
- HK Krzemieńczuk (2016)
- Kristałł Saratów (2016)
- HK Krzemieńczuk (2016/2017)
- Kułagier Pietropawłowsk (2017-2019)
- Bejbarys Atyrau (2019)
- HK Aktobe (2019-2020)
- Ałtaj Torpedo Ust-Kamienogorsk (2020-2021)
- Sokił Kijów (2021)
- Donbas Donieck (2021-2022)
- Zagłębie Sosnowiec (2022-2025)

Karierę w wieku młodzieżowym rozwijał w Rosji, głównie w klubie Siewierstal Czerepowiec. W sezonie 2013/2014 był zawodnikiem ukraińskiego zespołu Mołoda Hwardija Donieck w rosyjskiej lidze juniorskiej MHL. Występował w klubach białoruskich i ukraińskich. Od września 2014 zawodnik Polonii Bytom w rozgrywkach Polskiej Hokej Ligi (wraz z nim jego rodak Dmytro Demjaniuk). Od sierpnia 2015 zawodnik Zagłębia Sosnowiec w tej samej lidze. W połowie lutego 2016 ukraiński klub HK Krzemieńczuk poinformował o transferze Andrejkiwa, czemu zaprzeczyli przedstawiciele Zagłębia Sosnowiec. Zawodnik przeszedł jednak do ukraińskiego klubu. Od lipca 2016 w rosyjskim klubie Kristałł Saratów w rozgrywkach Wysszaja Chokkiejnaja Liga. Później dokończył sezon w Krzemieńczuku. W lipcu 2017 został zawodnikiem kazachskiego Kułagiera. W 2019 do listopada tego roku był zawodnikiem Bejbarysu Atyrau. W dalszym ciągu sezonu 2019/2020 grał w HK Aktobe. W sierpniu 2020 przeszedł do Ałtaja Torpedo Ust-Kamienogorsk. Zwolniony stamtąd w styczniu 2021. Pod koniec stycznia 2021 przeszedł do Sokiłu Kijów. Od maja 2021 zawodnik Donbasu Donieck. W maju 2022 ponownie został zaangażowany przez Zagłębie Sosnowiec. Po sezonie 2024/2025 jego kontrakt z tym klubem został rozwiązany.
Został reprezentantem kadr juniorskich Ukrainy. Uczestniczył w turniejach mistrzostw świata juniorów do lat 18 w 2013, 2014 oraz mistrzostw świata juniorów do lat 20 w 2014, 2015, 2016 (wszystkie w ramach Dywizji I). W kadrze seniorskiej uczestniczył w turnieju mistrzostw świata w 2016, 2022, 2023, 2024 (Dywizja I).

## Sukcesy
Reprezentacyjne
- Awans do MŚ Dywizji I Grupy A: 2016, 2024

Klubowe
- Brązowy medal mistrzostw Ukrainy: 2016 z HK Krzemieńczuk
- Srebrny medal mistrzostw Ukrainy: 2017 z HK Krzemieńczuk, 2021 z Sokiłem Kijów

Indywidualne
- Mistrzostwa Świata Juniorów w Hokeju na Lodzie 2016/I Dywizja#Grupa B:
  - Piąte miejsce w klasyfikacji asystentów turnieju: 3 asysty[16]
- Mistrzostwa Świata w Hokeju na Lodzie 2023 (I Dywizja)#Grupa B:
  - Trzecie miejsce w klasyfikacji +/- turnieju: +7[17]